# 접수면담
접수면담(Intake interview)은 임상 심리학 및 상담 심리학등에서 가장 일반적인 유형의 인터뷰이자 초기 인터부에 해당한다. 의뢰인이 임상심리전문가(면담자)에게 도움을 구하려고 할 때 발생하게 된다.
고객과 면담자 사이에 일어나는 첫 번째 상호 작용이기 때문에 임상 심리학등에서는 면접(면담)을 중요하게 다룬다. 임상관련 면담자는 고객에게 면담 기간을 포함하여 인터뷰 중에 무엇을 기대해야하는지 설명 할 수 있다. 초기 인터뷰의 목적에는 고객이 가질 수있는 문제를 설정하고 진단하는 것이 포함된다. 일반적으로 임상적 면담은 처음 두 개의 DSM 축 장애를 기준으로 사용하여 고객를 진단하기도 한다. 초기 인터뷰에서는 정신 상태 검사가 포함되기도 한다. 접수면담 중에 임상적 면담자는 치료 계획을 결정할 수 있으며 이에 따른 비용문제도 상의할 수 있다. 경우에 따라 면담자는 고객을 가장 잘 도울수있는 전문 지식을 고려하여 특정 전문가를 제안할 수 있다. 이 경우 면담자는 고객에게 다른 대안처를 안내하는 것이 권고되고있다. 또는 이러한 이슈에 대한 외부로부터의 자문의 개입을 제안할수도 있다.

## 같이 보기
- 심리검사